# Hiroki Maeda
Hiroki Maeda (前田 央樹 Maeda Hiroki?, nacido el 9 de abril de 1994 en Fukuoka) es un futbolista japonés que se desempeña como delantero.

## Trayectoria

### Clubes
| Club                | País  | Año    |
| ------------------- | ----- | ------ |
| FC Ryukyu           | Japón | 2017   |
| Giravanz Kitakyushu | Japón | 2018 - |

## Estadística de carrera

### J. League
| Club      | Año   | J. League | J. League | Copa J. League | Copa J. League | Total | Total |
| Club      | Año   | Part.     | Goles     | Part.          | Goles          | Part. | Goles |
| --------- | ----- | --------- | --------- | -------------- | -------------- | ----- | ----- |
| FC Ryukyu | 2017  | 26        | 3         | -              | -              | 26    | 3     |
| Total     | Total | 26        | 3         | 0              | 0              | 26    | 3     |